# الكلمات (فلم)
الكلمات (بالإنجليزية: The Words) هو فيلم دراما تم إنتاجه في الولايات المتحدة وصدر في سنة 2012.

## بطولة
- برادلي كوبر
- زوي سالدانا
- جيرمي أيرونز

## قصة الفيلم
تدور قصة الفيلم في قالب من الغموض والرومانسية حول كاتب أدبي ناجح ويغمره الكثير من الطموح للوصول لأعلى المراتب إلا أنه يصادف بعض العقبات التي تجعله يخسر عمله وموطنه، مما يجعله يلجأ لأساليب غير مشروعة ليستطيع العودة إلى مكانته مرة أخرى.

## الميزانية والإيرادات
بلغت تكلفة إنتاج الفيلم حوالي 6,000,000 دولار بينما حقق أرباحا تقدر بـ 13,231,461 دولار.

## مزاعم الانتحال من رواية ألمانية
وفق بعض الصحف السويسرية، فإن هذه القصة مماثلة لرواية 'ليلى ليلى' (Lila Lila) التي كتبها «مارتن سوتر» في 2004، وأُنتج عنها الفيلم الألماني «ليلى ليلى» الذي صدر في 2009. إلا أن براين كلوغمان ولي سترنتال قالا إنهما لا يعرفان شيئا عن سوتر، صاحب العمل أو «ليلى ليلى»، وأنهما بدءا كتابة هذه القصة في عام 1999، قبل سنوات من نشر «ليلى ليلى».

## روابط خارجية
- مقالات تستعمل روابط فنية بلا صلة مع ويكي بيانات